# La Vallée des montreurs d'ours
Pour plus de détails, voir Fiche technique et Distribution.
La Vallée des montreurs d'ours est un documentaire français réalisé par Francis Fourcou, sorti en salle en 1997.

## Synopsis
La singulière profession de montreurs d'ours à partir de la fin du XVIIIe siècle s'est développée dans vallées du Garbet et de l'Alet, dans la montagne pyrénéenne du Couserans (Ariège) et ce jusqu'aux prémices de la guerre de 14-18. La surpopulation de ce territoire et la présence d'ours ont incité les plus aventureux, jusqu'à plusieurs centaines, vers cette activité en s'exportant dans toute l'Europe et notamment aux États-Unis par New-York.
Le film donne notamment la parole à des habitants d'Ercé et d'Aulus; trois familles relatent leurs ancêtres.

## Fiche technique
- Scénario : Francis Fourcou
- Société de production : Ecransud Distribution
- Producteur : Francis Fourcou
- Directeur de la photographie : Thierry Maybon
- Ingénieur du son : Cyril Martin
- Compositeur de la musique : Bernard Larat